# Warren Madrigal
Warren Steven Madrigal Molina (San José, 24 de julio de 2004) es un futbolista costarricense que juega de delantero centro en el Deportivo Saprissa de la Primera División de Costa Rica.

## Trayectoria

### Deportivo Saprissa
Realizó su debut con el Deportivo Saprissa el 15 de agosto de 2020 contra el Limón F. C., ingresó de cambio al minuto ochenta y nueve en la victoria por 4-0. En su primera temporada como futbolista filial con el Deportivo Saprissa, jugó ocho partidos, sumando noventa y un minutos.
El 27 de mayo de 2021, el Deportivo Saprissa se enfrentaba al Club Sport Herediano en la final del torneo clausura, Saprissa derrotó al Herediano en el marcador 0-1, y con el marcador global de 4-2, el Deportivo Saprissa obtenía el título del torneo clausura, aunque Warren Madrigal no estuvo convocado, los cuatro partidos jugados fueron suficiente para alzar su primer título de su carrera profesional con el Deportivo Saprissa.

### Sporting F. C.
El 23 de agosto de 2022, fue cedido al Sporting F. C.. El 27 de agosto, debutó con el club ante A. D. Guanacasteca, al minuto cuenta y uno, realizó su primera anotación, el encuentro finalizó por la victoria 4-1.
Debutó en el Torneo de Copa de Costa Rica el 18 de noviembre de 2022 contra el Municipal Pérez Zeledón en el que disputó 22 minutos por la victoria 1-0. El Sporting F. C. avanzó a cuartos de final tras vencer a Pérez Zeledón por el marcador global 5-1, siendo eliminados por el C. S. Cartaginés en cuartos de final por el marcador global 2-4.

### Deportivo Saprissa
Regresó al Deportivo Saprissa después de su préstamo como nuevo refuerzo del Torneo Clausura 2023. El 18 de febrero de 2023 marcó su primera anotación vistiendo la camiseta morada contra Municipal Pérez Zeledón, en el que fue dado al minuto setenta y cinco, por la victoria 1-5.
El 28 de abril de 2023, renovó su ligamen con el Deportivo Saprissa por dos años, anteriormente tenía contrato hasta 2024, extiendo su ligamen durante un período de dos años más.

### Valencia Mestalla
El 2 de agosto de 2024, se oficializó su fichaje al Valencia Mestalla en condición de préstamo por un año y con opción a compra. El 1 de septiembre, debutó contra el Unió E. O., disputando como titular durante 57 minutos en la victoria 1-0. El 29 de septiembre, se enfrentó contra el C. E. Europa, al minuto 53 realizó su primera anotación en una victoria que finalizó por 2-1.

### Valencia C. F.
El 14 de septiembre de 2024, se oficializó su convocatoria para el partido contra el Atlético de Madrid, debido a la lesión de Hugo Duro y la suspensión de Rafa Mir. El 15 de septiembre, estuvo convocado contra el Atlético de Madrid, sin embargo, no vio minutos en la derrota 3-0. El 26 de noviembre, debutó por medio de la competición de la Copa del Rey contra el C. P. Parla Escuela, dándose su ingreso al minuto 60 en la victoria 0-1.

### Deportivo Saprissa
El 15 de junio de 2025, Warren disputó la Copa de Oro de la Concacaf 2025 contra Surinam, al 90+3, sufrió una lesión, al día siguiente se confirmó que se trataba de una fractura de peroné, el 19 de junio, el Deportivo Saprissa informó que fue sometido a cirugía y se mantendría de regreso en el club durante su rehabilitación tras su paso en España y haberse caído días atrás las negociaciones con el Valencia C. F.

## Selección nacional
El 17 de marzo de 2023, fue convocado por el director técnico colombiano Luis Fernando Suárez para afrontar los partidos de la Liga de Naciones de la Concacaf 2022-23 contra Martinica y Panamá. Madrigal estuvo en el banco de suplencia contra Martinica, mientras en el juego de Panamá no estuvo convocado, finalizando en primera fase de grupos de la competición, sin participación.
El 2 de junio de 2023, se oficializó la convocatoria para los partidos amistosos y la competición de la Copa de Oro de la Concacaf 2023, en el que Warren estuvo dentro de la convocatoria. El 15 de junio, Costa Rica se enfrentó contra Guatemala en un partido amistoso, Warren debutó ingresando al minuto 64, finalizando por la derrota 0-1. El 26 de junio, debutó en la Copa Oro, enfrentándose ante Panamá, Warren ingresó al compromiso al minuto 72 por la derrota 1-2. Cuatro días después, Warren se enfrentó ante El Salvador, donde ingresó al minuto 46 y fue sustituido al minuto 89, el compromiso finalizó con empate 0-0. El 4 de julio, Warren se enfrentó ante Martinica, donde tuvo ingreso en la parte complementaria al minuto 89 por la victoria 6-4, logrando clasificar a octavos de final en la segunda posición de la fase de grupos. Cuatro días después, Warren se enfrentó ante México e hizo su ingreso al minuto 82 en la derrota 2-0, siendo eliminados de la competición.
El 15 de marzo de 2024, se oficializó su convocatoria para el partido del Repechaje de la Copa América 2024 contra Honduras y el amistoso contra Argentina. El 23 de marzo, se enfrentó contra Honduras, realizando su primera anotación al minuto 56, el encuentro finalizó por la victoria 3-1, logrando obtener el boleto a la Copa América 2024. Tres días después se enfrentó contra Argentina, Warren ingresó de cambio al minuto 68 por la derrota 3-1.
El 1 de junio de 2024, se oficializó su convocatoria para la clasificación al mundial 2026 para los partidos contra San Cristóbal y Nieves y Granada. El 6 de junio, se enfrentó a San Cristóbal y Nieves, disputó 65 minutos por la victoria 4-0. Tres días después participó durante 26 minutos la victoria contra Granada por la victoria 0-3.
El 11 de junio de 2024, se oficializó su convocatoria de los 26 jugadores para la competición de la Copa América 2024. El 25 de junio, debutó contra Brasil, ingresando al minuto 64 en el empate 0-0. El 28 de junio, se enfrentó a Colombia, disputó 83 minutos por la derrota 3-0. El 2 de julio, disputó contra Paraguay, disputando 78 minutos por la victoria 2-1, cerrando la competición de la Copa América 2024 en la tercera posición de la fase de grupos.
El 28 de agosto de 2024, se oficializó su convocatoria para la Liga de Naciones de la Concacaf 2024-25 contra Guadalupe y Guatemala. El 5 de septiembre, se enfrentó contra Guadalupe, dándose su ingreso desde el minuto 75, marcando con gol al minuto 81 dando por finalizado la victoria 3-0. El 9 de septiembre, se enfrentó contra Guatemala, disputando la totalidad de minutos en el empate 0-0.

#### Participaciones internacionales
| Competición                             | Sede                    | Resultado        | Partidos | Goles |
| --------------------------------------- | ----------------------- | ---------------- | -------- | ----- |
| Copa de Oro de la Concacaf 2023         | Estados Unidos · Canadá | Cuartos de final | 4        | 0     |
| Liga de Naciones de la Concacaf 2023-24 | Concacaf                | Cuartos de final | 1        | 1     |
| Copa América 2024                       | Estados Unidos          | Fase de grupos   | 3        | 0     |
| Liga de Naciones de la Concacaf 2024-25 | Concacaf                | Cuartos de final | 6        | 2     |
| Copa de Oro de la Concacaf 2025         | Estados Unidos · Canadá | Cuartos de final | 1        | 0     |

#### Participaciones en eliminatorias
| Eliminatoria               | Sede                             | Resultado   | Partidos | Goles |
| -------------------------- | -------------------------------- | ----------- | -------- | ----- |
| Clasificación Mundial 2026 | Estados Unidos · México · Canadá | Por definir | 4        | 3     |

## Estadísticas

### Clubes
Actualizado al último partido jugado el 4 de mayo de 2025.
| Club                            | Div.          | Temporada     | Liga  | Liga  | Liga   | Copas nacionales | Copas nacionales | Copas nacionales | Copas internacionales | Copas internacionales | Copas internacionales | Total | Total | Total  |
| Club                            | Div.          | Temporada     | Part. | Goles | Asist. | Part.            | Goles            | Asist.           | Part.                 | Goles                 | Asist.                | Part. | Goles | Asist. |
| ------------------------------- | ------------- | ------------- | ----- | ----- | ------ | ---------------- | ---------------- | ---------------- | --------------------- | --------------------- | --------------------- | ----- | ----- | ------ |
| Deportivo Saprissa · Costa Rica |               |               |       |       |        |                  |                  |                  |                       |                       |                       |       |       |        |
| 1.ª                             | 2020-21       | 7             | 0     | 0     | —      | —                | —                | 1                | 0                     | 0                     | 8                     | 0     | 0     |        |
| 1.ª                             | 2021-22       | 2             | 0     | 0     | —      | —                | —                | —                | —                     | —                     | 2                     | 0     | 0     |        |
| Total club                      | Total club    | 9             | 0     | 0     | 0      | 0                | 0                | 1                | 0                     | 0                     | 10                    | 0     | 0     |        |
| Sporting F. C. · Costa Rica     |               |               |       |       |        |                  |                  |                  |                       |                       |                       |       |       |        |
| 1.ª                             | 2022-23       | 9             | 1     | 0     | 4      | 1                | 0                | —                | —                     | —                     | 13                    | 2     | 0     |        |
| Total club                      | Total club    | 9             | 1     | 0     | 4      | 1                | 0                | 0                | 0                     | 0                     | 13                    | 2     | 0     |        |
| Deportivo Saprissa · Costa Rica |               |               |       |       |        |                  |                  |                  |                       |                       |                       |       |       |        |
| 1.ª                             | 2022-23       | 23            | 9     | 2     | —      | —                | —                | —                | —                     | —                     | 23                    | 9     | 2     |        |
| 1.ª                             | 2023-24       | 40            | 7     | 5     | 3      | 0                | 0                | 8                | 2                     | 1                     | 51                    | 9     | 6     |        |
| 1.ª                             | 2024-25       | 3             | 0     | 1     | 1      | 0                | 0                | —                | —                     | —                     | 4                     | 0     | 1     |        |
| Total club                      | Total club    | 66            | 16    | 8     | 4      | 0                | 0                | 8                | 2                     | 1                     | 78                    | 18    | 9     |        |
| Valencia Mestalla · España      |               |               |       |       |        |                  |                  |                  |                       |                       |                       |       |       |        |
| 4.ª                             | 2024-25       | 18            | 8     | 3     | —      | —                | —                | —                | —                     | —                     | 18                    | 8     | 3     |        |
| Total club                      | Total club    | 18            | 8     | 3     | 0      | 0                | 0                | 0                | 0                     | 0                     | 18                    | 8     | 3     |        |
| Valencia C. F. · España         |               |               |       |       |        |                  |                  |                  |                       |                       |                       |       |       |        |
| 1.ª                             | 2024-25       | —             | —     | —     | 1      | 0                | 0                | —                | —                     | —                     | 1                     | 0     | 0     |        |
| Total club                      | Total club    | 0             | 0     | 0     | 1      | 0                | 0                | 0                | 0                     | 0                     | 1                     | 0     | 0     |        |
| Deportivo Saprissa · Costa Rica |               |               |       |       |        |                  |                  |                  |                       |                       |                       |       |       |        |
| 1.ª                             | 2025-26       | 0             | 0     | 0     | 0      | 0                | 0                | 0                | 0                     | 0                     | 0                     | 0     | 0     |        |
| Total club                      | Total club    | 0             | 0     | 0     | 0      | 0                | 0                | 0                | 0                     | 0                     | 0                     | 0     | 0     |        |
| Total carrera                   | Total carrera | Total carrera | 102   | 25    | 11     | 9                | 1                | 0                | 9                     | 2                     | 1                     | 120   | 28    | 12     |
| 1. 2. Fuente:Transfermarkt      |               |               |       |       |        |                  |                  |                  |                       |                       |                       |       |       |        |

### Selección de Costa Rica
Actualizado al último partido jugado el 15 de junio de 2025.
| Selección                                         | Año | Eliminatorias | Eliminatorias | Eliminatorias | Continental | Continental | Continental | Mundial | Mundial | Mundial | Amistosos | Amistosos | Amistosos | Total | Total | Total  |
| Selección                                         | Año | Part.         | Goles         | Asist.        | Part.       | Goles       | Asist.      | Part.   | Goles   | Asist.  | Part.     | Goles     | Asist.    | Part. | Goles | Asist. |
| ------------------------------------------------- | --- | ------------- | ------------- | ------------- | ----------- | ----------- | ----------- | ------- | ------- | ------- | --------- | --------- | --------- | ----- | ----- | ------ |
| Absoluta · Costa Rica                             |     |               |               |               |             |             |             |         |         |         |           |           |           |       |       |        |
| 2023                                              | —   | —             | —             | 4             | 0           | 0           | —           | —       | —       | 2       | 0         | 0         | 6         | 0     | 0     |        |
| 2024                                              | 2   | 0             | 0             | 10            | 3           | 0           | —           | —       | —       | 3       | 0         | 1         | 15        | 3     | 1     |        |
| 2025                                              | 2   | 3             | 0             | 1             | 0           | 0           | —           | —       | —       | 0       | 0         | 0         | 3         | 3     | 0     |        |
| Total                                             | 4   | 3             | 0             | 15            | 3           | 0           | 0           | 0       | 0       | 5       | 0         | 1         | 24        | 6     | 1     |        |
| 1. Fuente:Transfermarkt / National Football Teams |     |               |               |               |             |             |             |         |         |         |           |           |           |       |       |        |

#### Goles internacionales
| N. | Fecha                   | Sede                       | Rival             | Gol | Resultado | Competición                             |
| -- | ----------------------- | -------------------------- | ----------------- | --- | --------- | --------------------------------------- |
| 1. | 23 de marzo de 2024     | Estadio Toyota, Frisco     | Honduras          | 2–1 | 3–1       | Clasificación Copa América 2024         |
| 2. | 5 de septiembre de 2024 | Estadio Nacional, San José | Guadalupe         | 3–0 | 3–0       | Liga de Naciones de la Concacaf 2024-25 |
| 3. | 15 de octubre de 2024   | Estadio Nacional, San José | Guatemala         | 1–0 | 3-0       | Liga de Naciones de la Concacaf 2024-25 |
| 4. | 7 de junio de 2025      | Wildey Turf, Wildey        | Bahamas           | 0–6 | 0-8       | Clasificación Mundial 2026              |
| 5. | 7 de junio de 2025      | Wildey Turf, Wildey        | Bahamas           | 0–7 | 0-8       | Clasificación Mundial 2026              |
| 6. | 10 de junio de 2025     | Estadio Nacional, San José | Trinidad y Tobago | 2–0 | 2-1       | Clasificación Mundial 2026              |

## Palmarés

### Títulos nacionales
| Título                         | Club               | País       | Año  |
| ------------------------------ | ------------------ | ---------- | ---- |
| Primera División de Costa Rica | Deportivo Saprissa | Costa Rica | 2021 |
| Primera División de Costa Rica | Deportivo Saprissa | Costa Rica | 2023 |
| Recopa de Costa Rica           | Deportivo Saprissa | Costa Rica | 2023 |
| Primera División de Costa Rica | Deportivo Saprissa | Costa Rica | 2023 |
| Primera División de Costa Rica | Deportivo Saprissa | Costa Rica | 2024 |

### Distinciones individuales
| Distinción                                                                         | Año  |
| ---------------------------------------------------------------------------------- | ---- |
| Mejor jugador sub-20 de la Primera División de Costa Rica del Torneo Clausura 2023 | 2023 |
| Mejor jugador sub-21 de la Primera División de Costa Rica del Torneo Apertura 2023 | 2024 |
| Mejor jugador sub-21 de la Primera División de Costa Rica del Torneo Clausura 2024 | 2024 |